# Коген, Ешая Элазар
Ешая Элазар Коген (родился в 1971 г., Иерусалим, Израиль) — главный раввин Казахстана с 1994 г., главный посланник Любавичского Ребе в Казахстане.
Раввин Коген является членом Национального совета Республики Казахстан,
председателем Евроазиатского совета раввинов,
членом совета Института религии и общественной политики (Вашингтон).

## Биография
Родился в 1971 г. в Иерусалиме, Израиль, в семье будущего раввина Хабадской общины города Бейтар-Илита, Израиль, раввина Ашера Лемеля Когена.
С 4 лет начал обучение в хедере (начальной религиозной школе для мальчиков) в Иерусалиме.
В 12 лет продолжил обучение в ешиве (высшем религиозном образовательном учреждении) «Торат Эмет Хабад Любавич» — окончил в 1986 г.
В 15 лет раввин Коген поступил в ешиву «Хабад Любавич Манчестер» в Великобритании — окончил в 1989 г.
С 18 лет три года учился в ешиве «Томхей Тэмимим Хабад Любавич Нью-Йорк» в США, где в 1992 году получил диплом раввина.
С 1993 года — помощник главного раввина г. Санкт-Петербурга (Россия).
В 1994 году по поступившей в объединение хасидов «Хабад Любавич в СНГ» просьбе еврейской общины Казахстана раввин Коген приехал в Казахстан, чтобы возглавить общину и наладить полноценную религиозную жизнь.

## Семейное положение
Женат, отец 5 детей.

## Награды
- Медаль «20 лет Астане» (2018)[1]